# Achille Gagliardi
Achille Gagliardi né en 1539 à Padoue (Italie) et décédé le 6 juillet 1607 à Modène (Italie), est un prêtre jésuite italien, théologien et écrivain spirituel.

## Biographie
Né à Padoue en 1539 Achille entra le 29 septembre 1559, à l’âge de vingt-deux ans, au noviciat de la Compagnie de Jésus. Deux frères cadets d'Achille, Leonetto (1540-1564) et Ludovico (1543-1608), imitent l’exemple de leur ainé, et entrent dans la Compagnie de Jésus, ordre religieux alors récemment approuvé (1540) par le pape Paul III,
Sa formation de jésuite achevée Achille est nommé professeur de philosophie (1562-1566) avec l'éthique, et la logique au collège de Rome. Il devient par la suite professeur de théologie scolastique (1566-1567) dans cette même institution. Après un intervalle comme recteur au collège de Turin (où il fait sa profession religieuse définitive en 1575) il revient enseigner au  Collège romain (1576-1578). C'est alors qu'un écrit anonyme critiquant le gouvernement de la Compagnie de Jésus (à l'encontre du général Éverard Mercurian) lui est attribué. L'attitude du pape lui-même est critiquée, ce qui le conduit (1578) à devoir s'expliquer devant le pape Grégoire XIII. Des sanctions sont prises, dont celle de son éloignement de Rome.
Aussi le Supérieur général, Éverard Mercurian, l'envoie-t-il (début des années 1580) enseigner la théologie à Padoue et à Milan. Il eut successivement à diriger, en qualité de recteur, les collèges de Turin, de Milan, de Venise, et enfin de Brescia. En 1581 il est membre de la commission chargée de préparer le Ratio Studiorum, charte fondamentale de la pédagogie jésuite. Il est aussi à la même époque directeur spirituel d'Isabella Berinzaga appelée encore la "Dame de Milan" dont il mettra par écrit le cheminement mystique. Cela l'entraine dans d'autres controverses à propos de l'authenticité des visions de la mystique italienne.
Achille Gagliardi se trouve également engagé dans des polémiques internes à son Ordre. Représentant en vue du parti des 'zélateurs', à savoir d'un groupe de jésuites italiens opposés à l'autorité du général Claudio Acquaviva et réclamant une réforme profonde ('retour aux sources') de la Compagnie de Jésus. Autrefois son soutien, le cardinal Robert Bellarmin jugera finalement ses écrit 'dangereux' pour la foi.
Au début des années 1600 le père Gagliardi se retire à Venise, puis à Bologne et Brescia. Il finit sa vie à Modène où il expire le 6 juillet 1607, âgé de soixante-dix ans, dont il en avait passé quarante-deux dans la Compagnie de Jésus.

## Écrits
Achille Gagliardi est auteur de plusieurs ouvrages spirituels, dont voici les titres : 
- un Catéchisme en langue italienne, Milan, 1584, in-4°. Ce catéchisme fut composé à la demande de saint Charles Borromée, qui avait pour l’auteur la plus grande estime, et qui voulut l’avoir pour compagnon lors de la dernière visite qu’il fit de son vaste diocèse de Milan ;
- De disciplina hominis interioris ; opuscule où l’érudition se joint à la piété. Philippe Chifflet a mis en tête de son édition de l'Imitation de Jésus-Christ, un chapitre du Père Gagliardi, où se trouve une exposition abrégée de la doctrine de cet excellent livre ;
- Compendium christiane perfectionis continens praxim uniendi animam cum Deo. Ce livre, écrit d’abord en italien, fut traduit en latin (Vienne, 1633). Ce livre est une forme de traité spirituel s'appuyant sur le cheminement mystique d'Isabelle Cristina Berinzaga ;
- des Commentaires sur les écrits de saint Ignace ;
- Explication de l’institut de la Société de Jésus ;
- Des méditations pour tous les états ;
- Différentes manières de méditer en récitant le Rosaire ;
- trois éditions différentes du Combat spirituel (Coni, 1668 ; Lucques, 1691 ; et Parme, 1700), attribuent cet ouvrage ascétique si répandu, au Père Gagliardi, sur la foi de l’éditeur anonyme de l’ouvrage du Père Théophile Raynaud intitulé : Erotemata de malis ac bonis libris, édition de Lyon, 1665 ; mais il paraît (dit Mercier Saint-Léger, Journal des savants, décembre 1782, p. 2573) que cette opinion ne fut pas fortement défendue par les Jésuites eux-mêmes, qui l’ont abandonnée. En effet Sotwel ne compte pas le Combat spirituel parmi les ouvrages de Gagliardi.